# Ceropegia muzingana
Ceropegia muzingana là một loài thực vật có hoa trong họ La bố ma. Loài này được Malaisse mô tả khoa học đầu tiên năm 1984.